# Barreiro (Maio)
Barreiro – miasto na wyspie Maio, w Republice Zielonego Przylądka. W 2010 roku liczyło 535 mieszkańców, co czyniło je najmniejszym miastem pod względem liczby mieszkańców na wyspie. Miejscowość położona w południowej części wyspy, około 4 km na wschód od centrum administracyjnego concelho Maio, miasta Porto Inglês.